# Stolperstein in Oderberg

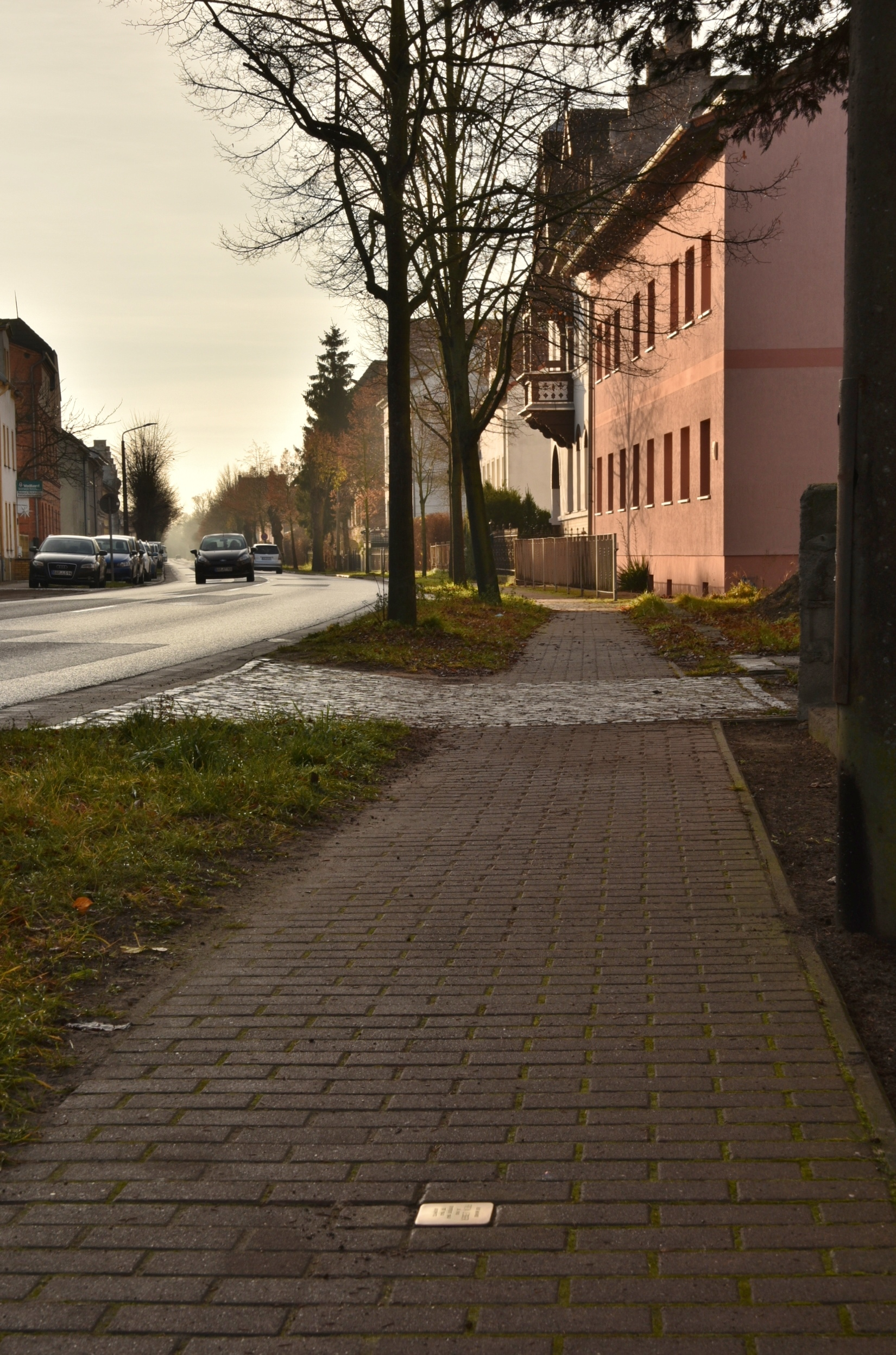
Stolperstein für Frieda Lesser

Der Stolperstein in Oderberg ist Frieda Lesser gewidmet. Stolpersteine werden vom Kölner Künstler Gunter Demnig in weiten Teilen Europas verlegt. Sie erinnern an das Schicksal der Menschen, die von den Nationalsozialisten ermordet, deportiert, vertrieben oder in den Suizid getrieben wurden und liegen im Regelfall vor dem letzten selbstgewählten Wohnsitz des Opfers.
Der bislang einzige Stolperstein von Oderberg wurde am 6. Mai 2012 vom Künstler persönlich verlegt.

## Jüdische Geschichte
Menschen jüdischen Glaubens gab es seit dem letzten Viertel des 17. Jahrhunderts in Oderberg, wenige Kilometer nordöstlich von Eberswalde gelegen. Jahrzehnte später entstand eine kleine jüdische Gemeinde. 1785 zählte man sechs Familien und knapp 50 Angehörige. Die Gemeinde verfügte spätestens seit 1700 über einen Friedhof und ein kleines Bethaus in der Rittergasse. Der Friedhof befand sich außerhalb der Stadt auf dem „Mönkefeld“, einem Südhang, der zur Oder hin abfällt. Später wurde eine Synagoge im Fachwerkstil errichtet. 1850 zählte man 58 jüdische Bewohner, 1910 waren es nur noch 13 Personen. Die Gemeinde wurde aufgelöst, die baufällige Synagoge Mitte der 1920er Jahre abgerissen. 1933 soll das letzte Begräbnis am jüdischen Friedhof stattgefunden haben. Bis 1940 verließen alle Juden Oderberg. Viele flüchteten ins Ausland.
Die Nationalsozialisten schändeten den Friedhof. Nach 1945 wurde er wieder hergerichtet. Rund 40 Grabsteine bzw. -relikte sind noch vorhanden, darunter als älteste Grabstelle die von Israel Gutherz aus dem Jahre 1848.

## Stolperstein
| Stolperstein | Inschrift                                                             | Verlegeort              | Name, Leben |
| ------------ | --------------------------------------------------------------------- | ----------------------- | --- |
|              | HIER WOHNTE FRIEDA LESSER JG. 1893 DEPORTIERT 1943 TOT 1943 AUSCHWITZ | Hermann-Seidel-Straße 3 | Frieda Lesser wurde am 24. Juni 1893 in Oderberg geboren. Ihre Familie betrieb eine Holzhandlung, engagierte sich in der Kommunalpolitik und zählte zu den angesehensten der Stadt. Sie wurde am 1. März 1943 mit dem Transport 31 von Berlin in das Vernichtungslager Auschwitz deportiert und in der Folge vom NS-Regime ermordet. Ihr Neffe, der die Shoah mit seinen Eltern im französischen Untergrund überlebt hatte, der nach Deutschland zurückgekehrt war und zum Zeitpunkt der Verlegung in Berlin lebte, war bei der Verlegungszeremonie anwesend, ebenso dessen Kinder und Kindeskinder. |

## Weblink
- Chronik der Stolpersteinverlegungen auf der Website des Projekts von Gunter Demnig